# Flikken (spel)
Flikken is een computerspel gebaseerd op de televisieserie Flikken. Inmiddels zijn er twee spellen verschenen.

## Flikken game: De Achtervolging
Het eerste computerspel gebaseerd op de Vlaamse succesreeks werd uitgebracht op 15 maart 2005. Het spel werd ontwikkeld door VAR, in samenwerking met Één (VRT), MMG (Eyeworks), TROS en werd uitgegeven door Transposia. Het spel is gebaseerd op 3D-fahrschule van Besier 3D Entertainment Wiesbaden. De slogan luidde De Flikken game: uw alibi voor elke avond, gebaseerd op de slogan van de serie.
De bedoeling is om samen met een personage uit de serie op patrouille te gaan. Er kan gekozen worden tussen Wilfried Pasmans in een flikkencombi, Raymond Jacobs in een anonieme wagen, Bruno Soetaert en Nick Debbaut, beiden op de motor. John Nauwelaerts geeft alle opdrachten door via de radio.
Er zijn veertien achtervolgingsopdrachten, die random worden geselecteerd. Als deze allemaal voldoende zijn afgerond, is er afsluitend een bonusachtervolging. Er zijn drie moeilijkheidsgraden waarin je het spel kan spelen, evenals drie spelopties, Training, Patrouille en Vrij Rondrijden.

### Nasynchronisatie
Slechts enkele acteurs uit de serie leenden hun stem aan de eerste game. Het werd een echte 'mannengame'; de twee vrouwelijke inspecteurs werden immers buiten beschouwing gelaten.
|  | Personage        | Acteur          |
|  | ---------------- | --------------- |
|  | Wilfried Pasmans | Mark Tijsmans   |
|  | Bruno Soetaert   | Maarten Bosmans |
|  | Nick Debbaut     | Werner De Smedt |
|  | John Nauwelaerts | Jo De Meyere    |
|  | Raymond Jacobs   | Ludo Hellinx    |
|  | Helikopterpiloot | Ludo Hellinx    |

### Systeemeisen
- Windows XP/Windows 2000
- Pentium 1 GHz met 64 MB RAM (128 aanbevolen)
- 3D grafische kaart GeForce met 64 MB geheugen (128 aanbevolen)
- Windows-compatible 16-bits geluidskaart
- 4x cd-romspeler
- DirectX 8.1 of hoger
- 250 MB vaste-schijfruimte

Het is mogelijk om het spel te spelen met een joystick of een racestuur (computer).

### Ontvangst
Hoewel er ruim zesduizend exemplaren van het spel werden verkocht, werd het genadeloos neergesabeld door gamekenners en –liefhebbers. Dit wegens de hoge systeemvereisten voor een kwalitatief ondermaatse game.

## Flikken game 2: Moord in Hotel Ganda
Op 28 november 2007 lag de tweede game in de schappen. Ook deze game is uitgegeven door Transposia, in samenwerking met Één (VRT) en MMG (Eyeworks). Het spel is gebaseerd op de game Dollar, dat tot stand kwam in samenwerking met de bekende Zweedse schrijfster Liza Marklund.
De opzet van deze game is volledig anders: de speler is een politieagent die samen met Hoofdinspecteur Wilfried Pasmans een moord probeert op te lossen. Met behulp van verschillende hulpmiddelen, zoals het verhoren van getuigen en analyses van bewijsmateriaal is het uiteindelijk de bedoeling dat de dader een bekentenis aflegt. Dat de zaak wordt opgelost is overigens geen garantie: er zijn meerdere 'eindes' mogelijk.

### Nasynchronisatie
In tegenstelling tot de eerste game komt hier het hele Flikken-team aan bod en zijn er ook gastpersonages.
|  | Personage                | Acteur             |
|  | ------------------------ | ------------------ |
|  | Wilfried Pasmans         | Mark Tijsmans      |
|  | Raymond Jacobs           | Ludo Hellinx       |
|  | Michiel Dewaele          | Roel Vanderstukken |
|  | Cat Reyniers             | Pascale Michiels   |
|  | John Nauwelaerts         | Jo De Meyere       |
|  | Emma Boon                | Ianka Fleerackers  |
|  | Onbekend                 | Vicky Florus       |
|  | Onbekend                 | Lieve Babylon      |
|  | Onbekend                 | Mieke Laureys      |
|  | Onbekend                 | Wanda Joosten      |
|  | Onbekend                 | Wim De Wulf        |
|  | Onbekend                 | Luc Vandeput       |
|  | Chris Van de Schreursche | Frank Bervoets     |
|  | Sergej                   | Frank Bervoets     |
|  | Stef Nouwen              | Frank Bervoets     |
|  | Wouter Smits             | Frank Bervoets     |

### Systeemeisen
- Windows Me/ Windows 2000 / Windows XP
- 800 MHz Intel Pentium 3
- 128 MB RAM
- 800 MB vaste-schijfruimte
- Windows-compatible 16-bits geluidskaart
- 16x cd-romspeler
- 32 bits grafische kaart GeForce
- DirectX 8.1 of hoger
- 800x600 beeldresolutie

### Productie
Het spel zou eerst Eye Witness gaan heten, maar later is toch gekozen voor de huidige titel. Het nummer Dollar Queen van Andreas Lundstedt werd speciaal gemaakt voor de Zweedse game, maar werd behouden voor de Flikken-game.
Van de hoofdpersonages is John Nauwlaerts de enige die niet als 3-D model te zien is in het spel. Hij is alleen te horen via de telefoon op het bureau van de speler.

### Baantjer-versie
Slechts enkele maanden na de verschijning van deze game, werd bekendgemaakt dat er een Baantjer-versie van gemaakt zal worden. De naam wordt dan veranderd in Moord in het Royal Amstel. De opzet van de game blijft hetzelfde, maar zal nu draaien om de personages uit Baantjer.